# Liste der Außenminister von St. Vincent und die Grenadinen
Dies ist eine Liste der Außenminister von St. Vincent und die Grenadinen seit Erlangung der Unabhängigkeit im Jahr 1979:
- 1979–1984: Hudson K. Tannis
- 1984–1992: James Fitz-Allen Mitchell
- 1992–1994: Herbert Young
- 1994–1998: Alpian Allen
- 1998–2001: Allan Cruickshank
- 2001–2005: Louis Straker
- 2005: Mike Browne
- 2005–2010: Louis Straker
- 2010–2013: Douglas Slater
- 2013–2015: Camillo Gonsalves
- 2015–2020: Sir Louis Straker
- 2020–2022: Ralph Gonsalves
- 2022–: Keisal M. Peters